# Tristan Thompson
Tristan Trevor James Thompson (Brampton, 13 marzo 1991) è un cestista canadese, professionista nella NBA.

## Vita privata
Tristan è nato a Brampton, Canada, ed è il maggiore dei quattro figli di Trevor e Andrea Thompson.
Il 12 dicembre 2016 è diventato padre di Prince Oliver Thompson, avuto dall'ex fidanzata Jordan Craig. Nel 2016, inizia una relazione con Khloé Kardashian. La coppia ha una figlia, True Thompson, nata il 12 aprile 2018. Nel 2021, dopo diversi tradimenti da parte di lui, si separa definitivamente da Khloè Kardashian.
Il 2 dicembre 2021 diventa padre di Theo Thompson, avuto dalla personal trainer Maralee Nichols. Il 28 luglio 2022 nasce il suo quarto figlio, Tatum Thompson, avuto con la Kardashian tramite madre surrogata.

## Carriera
Dopo un'ottima annata all'Università del Texas, Thompson viene scelto dai Cleveland Cavaliers come quarta scelta assoluta dell'NBA Draft 2011.
Nella stagione 2014-15 approda per la prima volta in carriera ai playoff, vincendo le serie contro i Boston Celtics, Chicago Bulls e Atlanta Hawks, così riuscendo ad arrivare al traguardo delle finali NBA contro i Golden State Warriors. La serie finisce 4-2 a favore dei Warriors. Thompson perde così la sua prima finale NBA in carriera.
Nella stagione 2015-16 è invece uno dei protagonisti della conquista del primo titolo NBA da parte della sua squadra realizzando ottime prestazioni sia in regular season che nelle Finals dei Playoff.
Nella stagione 2020-21 approda ai Boston Celtics.
A Febbraio 2022 firma con i Chicago Bulls esordendo il 24 Febbraio 2022 contro gli Atlanta Hawks.

## Statistiche

### College
| Anno      | Squadra         | PG | PT | MP   | TC%  | 3P% | TL%  | RP  | AP  | PRP | SP  | PP   |
| --------- | --------------- | -- | -- | ---- | ---- | --- | ---- | --- | --- | --- | --- | ---- |
| 2010-2011 | Texas Longhorns | 36 | 34 | 30,7 | 54,6 | -   | 48,7 | 7,8 | 1,3 | 0,9 | 2,4 | 13,1 |
| Carriera  | Carriera        | 36 | 34 | 30,7 | 54,6 | -   | 48,7 | 7,8 | 1,3 | 0,9 | 2,4 | 13,1 |

| † | Denota le stagioni in cui ha vinto il titolo |

### NBA

#### Regular Season
| Anno       | Squadra             | PG  | PT  | MP   | TC%  | 3P%  | TL%  | RP   | AP  | PRP | SP  | PP   |
| ---------- | ------------------- | --- | --- | ---- | ---- | ---- | ---- | ---- | --- | --- | --- | ---- |
| 2011-2012  | Cleveland Cavaliers | 60  | 25  | 23,7 | 43,9 | 0,0  | 55,2 | 6,5  | 0,5 | 0,5 | 1,0 | 8,2  |
| 2012-2013  | Cleveland Cavaliers | 82  | 82  | 31,3 | 48,8 | 0,0  | 60,8 | 9,8  | 1,3 | 0,7 | 0,9 | 11,7 |
| 2013-2014  | Cleveland Cavaliers | 82  | 82  | 31,6 | 47,7 | 0,0  | 69,3 | 9,2  | 0,9 | 0,5 | 0,4 | 11,7 |
| 2014-2015  | Cleveland Cavaliers | 82  | 15  | 26,8 | 54,7 | -    | 64,1 | 8,0  | 0,5 | 0,4 | 0,7 | 8,5  |
| 2015-2016† | Cleveland Cavaliers | 82  | 34  | 27,7 | 58,8 | -    | 61,6 | 9,0  | 0,8 | 0,5 | 0,6 | 7,9  |
| 2016-2017  | Cleveland Cavaliers | 78  | 78  | 29,9 | 60,0 | 0,0  | 49,8 | 9,2  | 1,0 | 0,5 | 1,1 | 8,1  |
| 2017-2018  | Cleveland Cavaliers | 53  | 22  | 20,2 | 56,2 | -    | 54,4 | 6,6  | 0,6 | 0,3 | 0,3 | 5,8  |
| 2018-2019  | Cleveland Cavaliers | 43  | 40  | 27,8 | 52,9 | -    | 64,2 | 10,2 | 2,0 | 0,7 | 0,4 | 10,9 |
| 2019-2020  | Cleveland Cavaliers | 57  | 51  | 30,2 | 51,2 | 39,1 | 61,5 | 10,1 | 2,1 | 0,6 | 0,9 | 12,0 |
| 2020-2021  | Boston Celtics      | 54  | 43  | 23,8 | 51,8 | 0,0  | 59,2 | 8,1  | 1,2 | 0,4 | 0,6 | 7,6  |
| 2021-2022  | Sacramento Kings    | 30  | 3   | 15,2 | 50,3 | 100  | 53,3 | 5,4  | 0,6 | 0,4 | 0,4 | 6,2  |
| 2021-2022  | Indiana Pacers      | 4   | 0   | 16,5 | 54,2 | -    | 37,5 | 4,5  | 0,5 | 0,0 | 0,5 | 7,3  |
| 2021-2022  | Chicago Bulls       | 23  | 3   | 16,3 | 56,5 | 0,0  | 54,2 | 4,7  | 0,6 | 0,5 | 0,3 | 5,7  |
| 2023-2024  | Cleveland Cavaliers | 49  | 0   | 11,2 | 60,8 | -    | 28,8 | 3,6  | 1,0 | 0,2 | 0,3 | 3,3  |
| 2024-2025  | Cleveland Cavaliers | 40  | 0   | 8,2  | 43,7 | 0,0  | 23,3 | 3,4  | 0,6 | 0,1 | 0,3 | 1,7  |
| Carriera   | Carriera            | 819 | 478 | 24,9 | 52,0 | 23,8 | 59,2 | 7,8  | 1,0 | 0,5 | 0,6 | 8,3  |

#### Play-off
| Anno     | Squadra             | PG  | PT | MP   | TC%  | 3P% | TL%  | RP   | AP  | PRP | SP  | PP   |
| -------- | ------------------- | --- | -- | ---- | ---- | --- | ---- | ---- | --- | --- | --- | ---- |
| 2015     | Cleveland Cavaliers | 20  | 15 | 36,4 | 55,8 | -   | 58,5 | 10,8 | 0,5 | 0,3 | 1,2 | 9,6  |
| 2016†    | Cleveland Cavaliers | 21  | 21 | 29,6 | 52,7 | -   | 57,5 | 9,0  | 0,7 | 0,4 | 0,9 | 6,7  |
| 2017     | Cleveland Cavaliers | 18  | 18 | 31,2 | 58,7 | -   | 66,7 | 8,3  | 1,4 | 0,5 | 0,7 | 8,2  |
| 2018     | Cleveland Cavaliers | 19  | 11 | 21,9 | 59,0 | 0,0 | 71,4 | 5,9  | 0,6 | 0,1 | 0,4 | 6,2  |
| 2021     | Boston Celtics      | 5   | 5  | 26,4 | 58,8 | -   | 70,6 | 9,8  | 1,0 | 0,8 | 1,2 | 10,4 |
| 2022     | Chicago Bulls       | 5   | 0  | 7,6  | 40,0 | -   | -    | 1,6  | 0,4 | 0,2 | 0,0 | 0,8  |
| 2023     | L.A. Lakers         | 6   | 0  | 5,3  | 45,5 | -   | 20,0 | 1,7  | 0,3 | 0,0 | 0,0 | 1,8  |
| 2024     | Cleveland Cavaliers | 10  | 0  | 8,7  | 43,8 | -   | 50,0 | 2,0  | 1,0 | 0,1 | 0,5 | 1,5  |
| 2025     | Cleveland Cavaliers | 3   | 0  | 9,7  | 50,0 | -   | 33,3 | 5,0  | 0,3 | 0,3 | 0,7 | 2,3  |
| Carriera | Carriera            | 107 | 70 | 24,7 | 55,7 | 0,0 | 61,3 | 7,2  | 0,8 | 0,3 | 0,7 | 6,4  |

### Massimi in carriera
- Massimo di punti: 35 vs Detroit Pistons (1 gennaio 2020)
- Massimo di rimbalzi: 21 vs Denver Nuggets (4 dicembre 2013)
- Massimo di assist: 5 (4 volte)
- Massimo di palle rubate: 4 (2 volte)
- Massimo di stoppate: 4 (2 volte)

## Palmarès

### Squadra

#### NBA
- Campionato NBA: 1

Cleveland Cavaliers: 2016

#### Nazionale
- FIBA Americas Championship Under-18

Formosa 2008

### Individuale
- NBA All-Rookie Second Team (2012)
- McDonald's All-American Game (2010)